# Eurico Resende
Eurico Vieira de Rezende (Ubá, 22 de agosto de 1918 — 14 de abril de 1997) foi um político brasileiro. Foi senador (1963-1979) e governador do Espírito Santo (de 15 de março de 1979 a 15 de março de 1983).

## Biografia
Formado em direito pela Universidade Federal do Espírito Santo, começou sua militância política atuando como redator do jornal oposicionista A Democracia, editado por estudantes, em Vitória. Protestou através de um telegrama endereçado ao presidente Getúlio Vargas, contra a implantação do Estado Novo em novembro de 1937. Com a interceptação do telegrama antes que chegasse ao seu destino, foi preso e libertado dois dias depois.
Iniciou sua vida política como membro União Democrática Nacional (UDN), que tinha como objetivo, defender as liberdades democráticas e o desenvolvimento econômico autônomo do Brasil. Participou das articulações que resultaram no Golpe militar de 1964, que depôs o presidente João Goulart (1961-1964). 
Eurico Rezende foi Secretário no Ginásio de Calçado, no Município de São José do Calçado,  deputado estadual, deputado federal e senador, em todos os cargos representando o estado do Espírito Santo, quando senador foi líder do governo no Senado a partir de março de 1978, na gestão do presidente Ernesto Geisel, foi indicado governador do Espírito Santo e eleito pela Assembleia Legislativa a 1 de setembro de 1978 tomando posse no cargo em 15 de março de 1979 e cumprindo o seu mandato até o final em 15 de março de 1983, apesar das expectativas de que voltasse a concorrer para o senado o governador Rezende optou por encerrar a sua carreira política.
Retorna politicamente em 1994, onde disputou uma vaga para o senado federal pela legenda do Partido Progressista Reformador (PPR), entretanto, não foi eleito.
Eurico Rezende foi o último governador do Regime Militar no Espírito Santo.
Seu filho Eduardo Ribeiro Rezende foi suspeito de estar envolvido em um crime de grande repercussão ocorrido em Brasília. Trata-se do chamado Caso Ana Lídia, em que uma menina de apenas 7 anos foi sequestrada, torturada e estuprada, sendo assassinada em 11 de setembro de 1973.
Eurico Rezende faleceu no dia 14 de abril de 1997.